# Либерийский совет церквей
Либерийский совет церквей (англ. Liberian Council of Churches)— экуменическая христианская организация в Либерии. 

## История
Совет был основан в 1982 году. Условие членства  — исповедание веры в Пресвятую Троицу, в Иисуса Христа, в единство церкви как Тела Христова, в Библию. Совет занимается оказанием гуманитарной помощи в зонах бедствий.

## Деятельность
Совет является членом Всемирного совета церквей. В 1990 году совет занимался посредничеством между правительством Либерии и повстанцами, став известным своей миротворческой ролью в первой гражданской войне в Либерии.

## Внешние ссылки
- Либерийский совет церквей в списке Всемирного совета церквей